# Persone di nome Lara
| Questa pagina contiene informazioni ricavate automaticamente dalle voci biografiche con l'ausilio del template Bio e di un bot. L'aggiornamento è periodico e automatico e ricostruisce completamente la pagina. Se manca una persona in questa lista, sei pregato di non aggiungerla, ma accertati piuttosto che la sua voce biografica contenga il template Bio e che i dati anagrafici siano correttamente compilati. Se il template Bio manca, inseriscilo tu stesso o, in alternativa, metti l'avviso {{tmp\|Bio}} che ne segnala la mancanza. Se i dati riportati sono sbagliati, correggi direttamente la voce biografica; le modifiche saranno visibili in questa lista entro pochi giorni. Per chiarimenti vedi il progetto antroponimi. La lista contiene solo le 65 persone che sono citate nell'enciclopedia e per le quali è stato implementato correttamente il template Bio. Pagina aggiornata al 23 feb 2025. |

Questa è una lista di persone presenti nell'enciclopedia che hanno il nome Lara, suddivise per attività principale.

## Artiste(2)
- Lara Almarcegui, artista spagnola (Saragozza, n. 1972)
- Lara Favaretto, artista italiana (Treviso, n. 1973)

## Artiste marziali(1)
- Lara Maggio, artista marziale italiana (n. 1998)

## Atlete paralimpiche(1)
- Lara Baars, atleta paralimpica olandese (Kleve, n. 1996)

## Attrici(13)
- Lara Belmont, attrice inglese (Oxford, n. 1980)
- Lara Jean Chorostecki, attrice canadese (Brampton, n. 1984)
- Lara Cox, attrice e ex modella australiana (Canberra, n. 1978)
- Lara Dutta, attrice e modella indiana (Ghaziabad, n. 1978)
- Lara Flynn Boyle, attrice statunitense (Davenport, n. 1970)
- Lara Grice, attrice statunitense (New Orleans, n. 1971)
- Lara Komar, attrice italiana (Trieste, n. 1980)
- Lara McDonnell, attrice irlandese (Castleknock, n. 2003)
- Lara Nakszyński, attrice, produttrice cinematografica e musicologa tedesca (Marsiglia, n. 1967)
- Lara Parmiani, attrice, doppiatrice e regista teatrale italiana (Milano, n. 1971)
- Lara Peake, attrice inglese (Londra, n. 1998)
- Lara Pulver, attrice britannica (Southend-on-Sea, n. 1980)
- Lara Robinson, attrice australiana (Melbourne, n. 1998)

## Calciatrici(6)
- Lara Barbieri, calciatrice italiana (Sassuolo, n. 1986)
- Lara Dickenmann, ex calciatrice svizzera (Kriens, n. 1985)
- Lara Ivanuša, calciatrice slovena (Lubiana, n. 1997)
- Lara Laterza, calciatrice italiana (Venezia, n. 1989)
- Lara Marti, calciatrice svizzera (Basilea, n. 1999)
- Lara Prašnikar, calciatrice slovena (Celje, n. 1998)

## Cantanti(1)
- Lara Veronin, cantante e musicista statunitense (California, n. 1988)

## Cantautrici(3)
- Lara Fabian, cantautrice e compositrice belga (Etterbeek, n. 1970)
- Judeline, cantautrice spagnola (Jerez de la Frontera, n. 2003)
- Lara Martelli, cantautrice italiana (Roma, n. 1977)

## Cestiste(1)
- Lara Mandić, ex cestista serba (Banja Luka, n. 1974)

## Cicliste su strada(1)
- Lara Vieceli, ex ciclista su strada italiana (Feltre, n. 1993)

## Circensi(1)
- Lara Orfei, circense, personaggio televisivo e attrice italiana (n. 1968)

## Fondiste(1)
- Lara Peyrot, ex fondista italiana (Pinerolo, n. 1975)

## Fotografe(1)
- Lara Jo Regan, fotografa statunitense

## Fumettiste(1)
- Lara Molinari, fumettista e pittrice italiana (Milano, n. 1970)

## Ginnaste(1)
- Lara Mori, ex ginnasta italiana (Montevarchi, n. 1998)

## Giornaliste(1)
- Lara Logan, giornalista sudafricana (Durban, n. 1971)

## Modelle(1)
- Lara Stone, supermodella olandese (Geldrop-Mierlo, n. 1983)

## Nuotatrici(5)
- Lara Bianconi, ex nuotatrice italiana (Piombino, n. 1974)
- Lara Carroll, nuotatrice australiana (Cambridge, n. 1986)
- Lara Davenport, nuotatrice australiana (Sydney, n. 1983)
- Lara Grangeon, nuotatrice francese (Numea, n. 1991)
- Lara van Niekerk, nuotatrice sudafricana (Pretoria, n. 2003)

## Pallavoliste(3)
- Lara Caravello, ex pallavolista italiana (Udine, n. 1994)
- Lara Lugli, ex pallavolista italiana (Carpi, n. 1980)
- Lara Vukasović, pallavolista croata (Zagabria, n. 1994)

## Pattinatrici artistiche su ghiaccio(1)
- Lara Naki Gutmann, pattinatrice artistica su ghiaccio italiana (Trento, n. 2002)

## Pattinatrici di short track(1)
- Lara van Ruijven, pattinatrice di short track olandese (Naaldwijk, n. 1992 - Perpignano, † 2020)

## Pistard(1)
- Lara Gillespie, pistard, ciclista su strada e ciclocrossista irlandese (Dublino, n. 2001)

## Politiche(4)
- Lara Comi, politica italiana (Garbagnate Milanese, n. 1983)
- Lara Wolters, politica olandese (Amsterdam, n. 1986)
- Lara Magoni, politica, ex sciatrice alpina e dirigente sportiva italiana (Alzano Lombardo, n. 1969)
- Lara Ricciatti, politica italiana (Fano, n. 1985)

## Produttrici televisive(1)
- Lara Trump, produttrice televisiva statunitense (Wilmington, n. 1982)

## Saltatrici con gli sci(1)
- Lara Malsiner, saltatrice con gli sci italiana (Vipiteno, n. 2000)

## Sciatrici alpine(5)
- Lara Baumann, sciatrice alpina svizzera (n. 2001)
- Lara Colturi, sciatrice alpina italiana (Torino, n. 2006)
- Lara Della Mea, sciatrice alpina italiana (Tarvisio, n. 1999)
- Lara Gut-Behrami, sciatrice alpina svizzera (Sorengo, n. 1991)
- Lara Zürcher, ex sciatrice alpina svizzera (n. 1995)

## Sciatrici freestyle(1)
- Lara Wolf, sciatrice freestyle austriaca (Zams, n. 2000)

## Scrittrici(2)
- Lara Buscè, scrittrice e politica italiana (Napoli, n. 1778 - Napoli, † 1884)
- Lara Cardella, scrittrice italiana (Licata, n. 1969)

## Slittiniste(1)
- Lara Kipp, slittinista austriaca (n. 2002)

## Snowboarder(1)
- Lara Casanova, snowboarder svizzera (Walenstadt, n. 1996)

## Tenniste(2)
- Lara Arruabarrena, ex tennista spagnola (San Sebastián, n. 1992)
- Lara Salden, tennista belga (Belgio, n. 1999)